# Golfo di Bojsman
Il golfo di Bojsman (in russo Бухта Бойсмана?) è un'insenatura situata sulla costa occidentale del golfo di Pietro il Grande, in Russia. Si affaccia sul mar del Giappone e appartiene al Chasanskij rajon, nel Territorio del Litorale (Circondario federale dell'Estremo Oriente). Fu così chiamato in onore del capitano Vasilij Bojsman.

## Geografia
Il golfo di Bojsman è compreso tra capo Krasnyj Utes (мыс Красный Утес) ad ovest e capo Klerka (мыс Клерка), la punta meridionale della penisola omonima (полуостров Клерка), ad est; un isolotto con lo stesso nome si trova di fronte a capo Klerka (42°45′45″N 131°20′48″E). Il golfo ha uno sviluppo costiero di 15,8 km e una superficie totale 27,8 km². Al centro del golfo sfocia il fiume Rjazanovka (река Рязановка).
Di fronte al golfo, a sud-est, in mare aperto, si trova l'arcipelago Rimskij-Korsakov.